# Bryum stenophyllum
Bryum stenophyllum är en bladmossart som beskrevs av Hugh Neville Dixon 1928. Bryum stenophyllum ingår i släktet bryummossor, och familjen Bryaceae. Inga underarter finns listade i Catalogue of Life.